# Paconi Agripí
Paconi Agripi (en llatí Paconius Agrippinus) va ser un cavaller romà al pare del qual l'emperador Tiberi va fer executar, acusat de traïció. Agripí també va ser acusat al mateix temps que Publi Trasea Pet, l'any 67, i desterrat d'Itàlia.
Després va ser un filòsof estoic, del qual Epictet de Hieràpolis i Flavi Arrià en parlen molt bé.